# 蒂博·瓦莱特
蒂博·瓦莱特（法語：Thibaut Vallette，1974年1月18日—），法国男子马术运动员。他曾代表法国参加2016年夏季奥林匹克运动会马术比赛，获得团体三项赛金牌和个人三项赛第13名。